# Christian Gotthelf Fix
Christian Gotthelf Fix (* 5. Juni 1761 in Chemnitz; † 16. Januar 1809 ebenda) war ein deutscher Theologe, Historiker, Schriftsteller, Gelehrter und Aufklärer.

## Leben
Christian Gotthelf Fix wurde 1761 in Chemnitz geboren, studierte Theologie und verbrachte die meiste Zeit seines Lebens in  Sachsen. Dort war er als evangelisch-lutheranischer Theologe tätig und außerdem als Verfasser diverser Bücher. In einigen Werken warf man ihm eine „erotematische Lehrart“ vor, da in seinen Büchern der Schüler bald gescheiter als der Lehrer erscheine. Auch war er als Privatgelehrter auf das Verfassen ungewöhnlicher Bücher festgelegt. Als Lokalhistoriker für Chemnitz ist er in Sachsen sehr bedeutend.
Fix starb am 16. Januar 1809 im Alter von 47 Jahren.

## Aufklärungsbuch
Sein Buch Kilian Liebesgeiger oder über die Frage, wie geht es zu, dass zwey Geschöpfe einer Art, ein männliches und ein weibliches, ein drittes von ihrer Art zeugen? Ein historisch-physiologisches Lehrbuch für alle Stände wurde als Privatgelehrter von ihm im Privatdruck herausgegeben und handelt nicht, wie damals üblich, vom Storch oder den Bienen, sondern versucht, auf einfache, anschauliche Weise den natürlichen Vorgang von Zeugung, Liebe und Sexualität auch den einfachen Bürgern zugänglich zu machen.

## Werk (Auswahl)
- Geschichte der Astronomie. Band 1, Chemnitz 1792.
- Summerisches Extract über die im Jahre 1797 vorgefallenen Veränderungen bey der Heyraths- und Begräbnis-Societät in Chemnitz. Chemnitz 1797.
- Special-Tabellen von der jetzigen Eintheilung der chursächsischen Consistorien in Diocesen, Kreiße, etc. Chemnitz 1800.
- Politisch-arithmetisches Jahrbuch. 1801.
- Einige patriotische Gedanken zur Aufmunterung des Nahrungsstandes. 1801.
- Biblische Lections-Tabellen des alten und neuen Testaments. Zwickau 1806 (Herausgeber).
- Kilian Liebesgeiger oder über die Frage, wie geht es zu, dass zwey Geschöpfe einer Art, ein männliches und ein weibliches, ein drittes von ihrer Art zeugen? Ein historisch-physiologisches Lesebuch für alle Stände. Zwickau 1806.
- Der königlich sächsische Kirchenstaat vor der Reformation. 1807.